# 中里卡河
中里卡河（烏克蘭語：Середня Ріка），是烏克蘭的河流，位於該國西部外喀爾巴阡州，屬於紹普爾卡河的支流，流經拉希夫區，河流全長27公里，流域面積114平方公里。